# Edoardo Garzena
Edoardo Garzena (Torí, 4 de maig de 1900 - Torí, 26 de maig de 1984) va ser un boxejador italià que va competir en els anys posteriors a la Primera Guerra Mundial.
El 1920 va prendre part en els Jocs Olímpics d'Anvers, on guanyà la medalla de bronze de la categoria del pes ploma, del programa de boxa.
Entre 1921 i 1927 passà a lluitar com a professional, amb un balanç de 15 victòries, 8 derrotes i 4 per decisió.